# Відерниця
Відерниця — річка в Україні у Стрийському районі Львівської області. Права притока річки Бережниці (басейн Дністра).

## Опис
Довжина річки 7 км. Формується багатьма безіменними струмками.

## Розташування
Бере початок на південно-східній околиці міста Моршин та на південних схилах гори Відерниці (370 м). Тече переважно на північний схід листяним лісом через урочище Три Копці і між селами Пила та Бережниця впадає у річку Бережницю, праву притоку річки Дністра.

## Цікаві факти
- Від витоку річки на південно-західній стороні розташований Моршинський заказник[4].